# Chiesa dei Santi Marco e Martino
La chiesa dei Santi Marco e Martino è il principale luogo di culto cattolico di Ciserano, in provincia e diocesi di Bergamo. Fa parte del vicariato di Spirano-Verdello. La chiesa conserva la reliquia di San Giuliano, proveniente dalle Catacombe di San Callisto.

## Storia
La bolla pontificia di papa Adriano IV cita la presenza di due chiese sul territorio di Ciserano, una intitolata a san Marco e una a san Martino. La chiesa fu edificata sulle rovine di un maniero in rovina che nel 1402 l'esercito della famiglia Solleoni aveva depredato. La chiesa risulta che fosse già retta a parrocchiale nel 1597. Giovanni Da Lezze nel 1596 descrive la chiesa intitolata a san Martino confermando che quella di San Marco era dislocata rispetto al paese. 
La chiesa, originariamente era inserita nella pieve di Pontirolo, fu inserita in quella plebana di Verdello nel 1598. Nel Seicento la chiesa fu oggetto di una completa ricostruzione, modifiche che si ripeterono nel 1754 e nel 1864.
La parrocchia era inserita nell'arcidiocesi di Milano passando a quella di Bergamo dopo la definizione dei confini diocesani, passaggio che richiese un triennio. Nel 1784 furono le autorità civili ad autorizzare con l'intervento della Sacra congregazione concistoriale e successivamente quella pontificia con atto del 13 novembre 1786 e nel 1787 il passaggio fu ufficializzato dalle autorità vescovili.
La chiesa nel 1820 aveva la doppia intitolazione e come filiali l'oratorio della Beata Vergine Maria e di San Marco che era posto fuori dal centro abitato; era inserita nella vicaria di Verdello. In una relazione del 1864 dell'allora parroco, risulta che il clero era retto dal parroco cerimoniere di tutto il vicariato, coadiuvato da due parrocchiani, e gli altari erano gestiti dalla confraternita del Santissimo Sacramento e si teneva la scuola della dottrina cristiana. 
Il 24 settembre 1865 il vescovo Pier Luigi Speranza consacrò la chiesa intitolandola ai santi Marco e Martino. La cuspide ottagonale fu realizzata alla fine del XX secolo su progetto di Agostino Brozzoni. La decorazione fu rifatta nel 1944 con l'aggiunta di piccoli tondi dove furono poste raffigurazione dei santi a opera di Federico Anghileri. Nel 1959 furono poste le nuove vetrate istoriate. Nella seconda metà del Novecento furono eseguiti lavori di manutenzione e mantenimento con il rifacimento della facciata, della zona presbiteriale e furono eseguiti lavori di carattere generale.
Con decreto del 27 maggio 1979 del vescovo Giulio Oggioni la chiesa fu inserita nel vicariato foraneo di Solto-Sovere.

## Descrizione

### Esterno
L'edificio di culto è anticipato dall'ampio sagrato con pavimentazione in bolognini di porfido. Il fronte principale con la sezione centrale più avanzata rispetto a quelle laterali, è tripartito da lesene e controlesene complete di zoccolatura e capitelli ionici che reggono la cornice marcapiano che divide la facciata in due ordini. Il portale in ceppo gentile è posta nella sezione centrale dell'ordine inferiore con contorno e architrave completo di gocciolatoio e con cartiglio superiore, dove è posto lo stemma vescovile. L'ordine superiore ha una grande finestra semicircolare, con lesene più semplici che reggono il frontone con timpano triangolare, che contiene l'intitolazione della chiesa ed è coronato da croce ferrea.

### Interno
L'interno a pianta rettangolare con volta a botte e a unica navata è divisa in cinque campate da lesene e complete di cappelle inserite nelle arcate laterali. Le lesene con basamento e coronate da capitelli corinzi, reggono il cornicione che percorre tutta l'aula. Il fonte battesimale è posto nella parte sinistra della prima campata e corrispondente a destra, la zona penitenziale con i confessionali lignei.
L'altare dedicato a san Rocco è posto a sinistra della seconda campata, mentre a destra vi è quello dedicato a san Luigi Gonzaga. Nella terza vi sono l'altare del Sacro Cuore sul lato sinistro e a destra a sant'Antonio di Padova. L'altare della Madonna del Rosario nella quarta campata a sinistra e di san Giuseppe corrispondente a destra. L'ultima campata è dedicata gli ingressi laterali.
La zona presbiteriale a pianta rettangolare con volta a tazza è rialzata di tre gradini, mentre il catino è posto a copertura del coro absidato.